# Неудачник (фильм, 2000)
«Неудачник» (англ. Loser) ― американская романтическая комедия 2000 года с Джейсоном Биггсом, Меной Сувари и Грегом Кинниром в главных ролях.

## Сюжет
Пол Таннек, интеллигентный парень из маленького городка с Среднего Запада, поступает в Нью-Йоркский университет на академическую стипендию. Следуя совету своего отца, он пытается завести друзей, будучи вежливым и проявляя интерес к другим. Его попытки замечают его новые соседи по комнате Крис, Адам и Ной, трое богатых, избалованных, несносных городских парней, которые считают его вежливое поведение, происхождение из рабочего класса и стремление к образованию убогими и клеймят его неудачником. Чтобы спасти свою репутацию, трио придумывает ложную историю про Пола, из-за чего его вышвыривают из общежития. Пол поселяется в ветеринарной больнице. Крис встречает Пола и снова придумывает еще одну историю о том, как они пытались помочь ему, чтобы Пол позволил им использовать больницу для проведения вечеринок, после инцидента, когда житель общежития заболел алкогольным отравлением, запретив им проводить какие-либо вечеринки.
Пол встречает одноклассницу Дору Даймонд и испытывает к ней влечение, не подозревая, что у нее роман с их профессором английского языка Эдвардом Олкоттом. Дора так же умна, как и Пол, но у нее нет стипендии, и она работает посменно официанткой в стрип-клубе, чтобы оплатить свое обучение, пока ее не уволят. Чтобы избежать долгих ежедневных поездок на работу, которые она больше не может себе позволить, Дора просит Олкотта позволить ей пожить с ним некоторое время, на что он отказывается, опасаясь потерять свое место в университете, если их отношения будут раскрыты. Однажды вечером Пол и Дора сталкиваются друг с другом и он приглашает ее на концерт группы Everclear, узнав при встрече, что она ее поклонница. Дора соглашается на свидание, но сначала идет на собеседование в ночную смену в круглосуточном магазине, но ей отказывают, потому что она женщина. Адам в том же магазине покупает пиво и притворяется сочувствующим, чтобы пригласить ее на вечеринку. Она соглашается прийти, но говорит, что пробудет там недолго, только чтобы встретиться с Полом. На вечеринке один из парней подсыпает Доре в напиток таблетку и она теряет сознание. Пол возвращается с концерта расстроенный. Он отвозит Дору в больницу. В больнице Пол притворяется ее парнем, так как ни он, ни Дора не могут позволить себе оставить ее там на ночь. Он также узнает, что Дора перечислила Олкотта в качестве своего экстренного контакта, о котором он, не задумываясь, говорит Крису на следующее утро. Олкотт говорит сотрудникам экстренных служб, что на самом деле не знает ее, когда они связываются с ним.
Он связывается с Дорой, когда та приходит в себя и у них начинают развиваться чувства друг к другу. Пол видит, что Дора сильно увлечена Олкоттом и хотя он любит ее, он не хочет с ней отношений. Пока он продолжает учиться, Дора ищет новую работу. Она вытаскивает Пола из класса и приглашает его отпраздновать получение места в медицинском эксперименте. Они крадут буханку хлеба из пекарни, кофе из автомата в парке и пробираются на бродвейское шоу. Пол выходит, чтобы взять пиццу и фильм для них обоих, надеясь, что это может привести к чему-то большему между ними, но возвратившись обнаруживает Олкотта с Дорой. Олкотт рассказывает Доре, что Крис, Ной и Адам шантажируют его знанием об их отношениях в обмен на проходную оценку, а также говорит ей, что он считает, что Пол в этом замешан. Обнаружив, что на вечеринке были замешаны его бывшие соседи по комнате, Пол крадет запасы Ноя и заменяет их плацебо. Затем Пол наносит визит в офис Олкотта, чтобы спросить, как дела у Доры, и вместо этого получает свой выпускной экзамен в качестве домашнего теста от Олкотта, чтобы купить его молчание. Пол отказывается от теста, ставя под угрозу свою стипендию и место в университете.
Дора, с тех пор как живет с Олкоттом, стала его девушкой на побегушках и подслушивает, как Пол разговаривает по телефону со своим отцом о том, как сильно он скучает по ней. Затем Олкотт признает, что узнал, что Пол не имеет никакого отношения к шантажу, но все равно намерен подвести его. Затем Дора понимает, что Пол ― тот, кто действительно любит ее, и прекращает свой роман с Олкоттом, начиная отношения с Полом. После этого проделки Адама, Ноя и Криса раскрываются и они получают по заслугам, Олкотт обнаруживается и отправляется в тюрьму за роман с другой несовершеннолетней студенткой, а Пол и Дора остаются счастливыми в своих отношениях.

## В главных ролях
- Джейсон Биггс ― Пол
- Мина Сувари ― Дора
- Грег Киннир ― профессор Эдвард Элкотт
- Зак Орт ― Адам
- Томас Садоски ― Крис
- Джимми Симпсон ― Ноа

## Саундтрек
| №   | Название                                                                            | Автор(ы)                                                                 | Performed by    | Длительность |
| --- | ----------------------------------------------------------------------------------- | ------------------------------------------------------------------------ | --------------- | ------------ |
| 1.  | «Don't Fight It Baby»                                                               | Biff Stannard, Julian Gallagher, Jason Brown, Sean Conlon, Richard Breen | Five            | 3:05         |
| 2.  | «Teenage Dirtbag»                                                                   | Brendan B. Brown                                                         | Wheatus         | 4:07         |
| 3.  | «Pretty Fly (For a White Guy)»                                                      | Dexter Holland, Steve Clark, Joe Elliott, Robert John "Mutt" Lange       | The Offspring   | 3:07         |
| 4.  | «Blue (Da Ba Dee)»                                                                  | Jeffrey Jey, Maurizio Lobina, Massimo Gabutti                            | Eiffel 65       | 3:29         |
| 5.  | «Out of My Head»                                                                    | Tony Scalzo                                                              | Fastball        | 2:32         |
| 6.  | «What's My Age Again?»                                                              | Mark Hoppus, Tom DeLonge                                                 | Blink-182       | 2:26         |
| 7.  | «Magna Cum Nada»                                                                    | Jimmy Pop, Richard Gavalis                                               | Bloodhound Gang | 4:00         |
| 8.  | «Right Now»                                                                         | Mitch Allan, Butch Walker                                                | SR-71           | 2:47         |
| 9.  | «I Will Buy You a New Life»                                                         | Art Alexakis, Greg Eklund, Craig Montoya                                 | Everclear       | 3:58         |
| 10. | «Aurora»                                                                            | Dave Grohl, Nate Mendel, Taylor Hawkins                                  | Foo Fighters    | 5:50         |
| 11. | «Mint Car»                                                                          | Roger O'Donnell, Perry Bamonte, Simon Gallup, Robert Smith, Jason Cooper | The Cure        | 3:29         |
| 12. | «The Bad Touch»                                                                     | Jimmy Pop                                                                | Bloodhound Gang | 4:20         |
| 13. | «She's So High»                                                                     | Tal Bachman                                                              | Tal Bachman     | 3:44         |
| 14. | «So Much for the Afterglow» (The song was used for the concert event in the movie.) | Art Alexakis, Greg Eklund, Craig Montoya                                 | Everclear       | 3:53         |

## Прием
Фильм открылся под восьмым номером в североамериканском прокате, заработав в первые выходные 6 миллионов долларов США. Фильм принес в общей сложности 15,6 миллиона долларов в США. Он провалился, когда был выпущен по всему миру, собрав в общей сложности всего 2,7 миллиона долларов США.
На сайте Rotten Tomatoes фильм имеет оценку 24 %, основанную на отзывах 96 критиков, со средним рейтингом 4,2/10. Консенсус сайта гласит: «Лузер» воспринимается как еще один предсказуемый и недописанный фильм, в котором нет ничего нового. На Metacritic он имеет 35 % отзывов от 29 критиков, что указывает на в целом неблагоприятные отзывы.
Роджер Эберт дал фильму две звезды из четырех. Он наслаждался выступлением Киннера и химией между Сувари и Биггсом, но назвал комедию совершенно не примечательной.
Кинокритик Джеймс Берардинелли дал фильму 3 из 4 звезд, заявив, что фильм стал одним из приятных сюрпризов киносезона 2000 года.